# Liste der Kulturdenkmäler in Breit
In der Liste der Kulturdenkmäler in Breit sind alle Kulturdenkmäler der rheinland-pfälzischen Ortsgemeinde Breit aufgeführt. Grundlage ist die Denkmalliste des Landes Rheinland-Pfalz (Stand: 10. August 2023).

## Einzeldenkmäler
| Bezeichnung                                    | Lage               | Baujahr | Beschreibung                     | Bild |
| ---------------------------------------------- | ------------------ | ------- | -------------------------------- | ---- |
| Katholische Filialkirche St. Kosmas und Damian | Hauptstraße 9 Lage | 1863    | kleiner Saalbau, bezeichnet 1863 | BW   |